# Alins
|  | Per a altres significats, vegeu «Alins (desambiguació)». |

Alins, o Alins de Vallferrera segons l'IEC, és una vila i municipi de la comarca del Pallars Sobirà. El municipi sencer té 286 habitants encara que a la vila d'Alins sols hi viuen 88 persones.
És el segon terme municipal més extens de la comarca; està situat a la part nord-oriental. Comprèn tres entitats municipals descentralitzades: Ainet de Besan, Araós i Àreu. A més d'aquests, inclou els nuclis de població de Besan, Norís, Tor i el cap del municipi, la vila d'Alins. Besan i Tor també havien constituït entitats municipals descentralitzades (entidad local menor, o pedanía, segons el llenguatge utilitzat durant la dictadura franquista), que foren suprimides el 1958.
A més de tots aquests pobles, el terme comprèn també els antics pobles, ara despoblats i convertits en bordes o grups de bordes, de Buiro i Virós.
Està situat a la part central de la Vall Ferrera, a l'esquerra de la Noguera de Vallferrera, als peus del vessant nord-est del Roc del Pui, extrem del contrafort nord-oest de la gran muntanya de lo Covil. És a prop i al nord-est d'Ainet de Besan i a migdia, una mica més lluny, d'Àreu. També queda dessota i al sud-oest dels pobles de Norís i Tor.
Des del poble d'Àreu s'accedeix al camí més popular d'ascensió al cim més alt de Catalunya, la Pica d'Estats de 3.143 metres.
L'extensió del municipi coincideix pràcticament amb la de la Vall Ferrera i gairebé tot el terme municipal, de fet, tot a excepció dels fons de la vall, es troba inclòs en el Parc Natural de l'Alt Pirineu.

## Etimologia
Segons Joan Coromines, Alins és un dels molts topònims pirinencs d'origen basc. Està format per dos ètims: ilin (farina) i tze (sufix col·lectivitzador). Del primitiu Ilintze es passa a Alintze per dissimilació i a Alins per escurçament. Lloc abundant en farina podria ser la interpretació del nom d'aquest poble.

## Geografia
- Llista de topònims d'Alins (Orografia: muntanyes, serres, collades, indrets..; hidrografia: rius, fonts...; edificis: cases, masies, esglésies, etc).

El terme d'Alins està situat al racó nord-est de la comarca, de manera que només confronta amb municipis pallaresos pel sud (Farrera), per l'oest (Esterri de Cardós, Vall de Cardós i Tírvia) i pel nord-oest (Lladorre): al nord-est el límit és amb Occitània, administrativament estat francès (Ausat, Cantó de Vic de Sòs), a l'est, és amb Andorra i al sud-est, amb l'Alt Urgell (les Valls de Valira).
És un extens terme municipal, de 183,19 km² d'extensió, la major part d'alta muntanya; per exemple, inclou el vessant sud-oest de la Pica d'Estats, el cim més alt de Catalunya. El terme actual es formà el 1927, amb l'annexió a Alins dels antics termes d'Ainet de Besan, Àreu, Norís i Tor. Amb aquesta unió, el municipi d'Alins arribà a abraçar gairebé tota la Vall Ferrera.
Termes municipals limítrofs:
| Lladorre                         |         | Ausat (Vic de Sòs, Occitània     |
| Esterri de Cardós Vall de Cardós |         | La Massana (Andorra)             |
| Tírvia                           | Farrera | Les Valls de Valira (Alt Urgell) |

### Perímetre del terme
Comença aquesta descripció al Pic de Sotllo, a l'extrem nord del terme municipal d'Alins, on es troben els termes municipals d'Alins i de Lladorre, amb el terme comunal occità d'Ausat, del parçan de Vic de Sòs.

#### Límit ambLladorre
Des del Pic de Sotllo, de 3.072,8 metres d'altitud, el termenal amb Lladorre segueix cap a ponent la carena més alta, fins al Pic dels Estanys (2.956); en aquest pic, la línia de terme torç cap al sud-sud-oest, en direcció al Coll de Canedo (2.712,6) i el Pic de Baborte (2.933,8). Un cop en aquest darrer pic, torna a girar cap a l'oest, sempre seguint la carena, fins a un cim de 2.764,6, on torna a trencar cap al sud-oest i tot seguit cap al sud, per tal d'anar seguint la carena del límit nord del Circ de Baborte. En direcció sud, arriba al Coll de Sellente, de 2.488 metres d'altitud, i torna a agafar la direcció sud-oest; al cap de poc arriba al cim de més al nord-oest dels Tres Pics (2.652), a la Tartera de la Llaguna. Torna a tòrcer cap a l'est, fent un arc convex cap al nord, fins a arribar a l'extrem nord del Serrat de la Llaguna, on torna a girar cap al nord, passant pel Coll de la Llaguna (2.595,4). Una mica al nord d'aquest coll, seguint encara la carena, gira cap a ponent per pujar a la Roca Cigalera (2.667,8), emprèn el Becero, serrat que segueix del tot, de llevant a ponent, fins a atènyer el Roc d'Ausinsi (2.545,3), al costat de llevant del Cap de Montarenyo. En aquest roc torna a agafar la direcció sud-sud-oest, fins a la Collada de Boldís (2.455,3); al cap de poc gira més cap al sud-oest, puja al Montarenyo de Boldís (2.592,9), i continua en la mateixa direcció fins als Plans de Boldís.
En aquest lloc torç cap al sud-sud-oest, passa pel Coll dels Berdissos (2.452), i puja fins al Racó Roi (2.477,1). Torç cap al sud, i poc després cap al sud-sud-est, i assoleix el cim de les Escales de Pallars (2.368,1). Sempre cap al sud, i sempre seguint la carena més alta, com ha estat fent des del començament, el termenal passa pel Coll de la Pleta dels Ceps (2.242,8), i arriba a l'extrem nord-est de la Serra de Tudela (2.319,3); la segueix tota cap al sud-oest, passa pel cim de Tudela (2.327,8), i, en el vessant sud-oest d'aquest cim, a uns 150 metres, troba el triterme entre Alins, Lladorre i Esterri de Cardós.

#### Límit ambEsterri de Cardós
Des del punt anterior, el terme amb Alins -el més marcat dels tres, atès que Alins i Esterri de Cardós pertanyen a dues valls diferents- segueix bàsicament carenes. De Tudela, a 2.315 metres d'altitud, el termenal pren la direcció sud, seguint la meitat meridional de la Serra de Tudela fins al Coll de Tudela (2.239,3 m. alt). Tot seguit, segueix la carena de la Serra de Costuix, fins a lo Tufello (2.336,5), de primer cap al sud-est i després cap al sud-oest, fins a la Muntanyeta de Besan (2.157,3). En aquest lloc, la línia de terme s'adreça cap a ponent, cap al Pui de Migdia (2.051,6). Poc després, encara a l'oest, arriba a l'extrem sud-oriental del Pla de Negua, al sud-oest de l'Estació d'esquí de fons Pla de Negua, es troben els termes d'Esterri de Cardós, Alins i Vall de Cardós.

#### Límit amb l'antic terme deRibera de Cardós(ara,Vall de Cardós)
Des del Pla de Negua, fent un petit arc cap al sud-oest, el termenal puja al Pui de Cassibrós, de 2.085,1 metres d'altitud, passa pel Pla de Cortina, i segueix la carena de la Serra de Niarte d'extrem a extrem, en direcció sud-oest, de primer cap al sud-oest, després cap al sud i, encara, més tard cap al sud-sud-oest. Deixant a ponent el Bosc de Niarte, el termenal, sempre per la carena, arriba al Turó de Fleco (1.497,1), continua cap al sud seguint el contrafort meridional de la Serra de Niarte, fins al lloc on troba un nou triterme, en aquest cas entre Alins, Ribera de Cardós (Vall de Cardós) i Tírvia en un coll de 1.313,2 metres d'altitud al nord-est del Roc de Sant Miquel.

#### Límit ambTírvia
Del punt anterior, el termenal continua cap a l'est, fins que arriba a un barranc, des d'on segueix cap al sud-est per aquest barranc. Al final, quan el barranc s'aboca en la Noguera de Vallferrera en un lloc on aquest riu fa un perfecte angle recte, el termenal entra per aquest angle i, cap al sud-est, va a buscar un coster que forma una petita carena, deixant a llevant el Serrat de Marçaneda i el Bosc de Virós, i es va enfilant cap a la Serra d'Erta, un bon tros seguint un tallafocs que hi ha obert en aquell lloc. Sense acabar d'arribar al Farro, es troba el punt de trobada dels termes de Tírvia, Farrera i Alins, on ha començat aquesta descripció.

#### Límit ambFarrera
Des del punt anterior, el termenal continua per la Serra d'Erta cap a l'est, trobant el Farro, de 1.656,1 metres d'altitud al cap de poc, i continua cap a l'est, enllaça amb el Ferri, al nord-est del poble de Burg, damunt seu, i segueix cap a llevant la Serra de Màniga, sempre per la carena principal. A mitja serra, la direcció que agafa es decanta cap al nord-est, fins que troba el Pic de Màniga, de 2.517,3. Va girant, seguint sempre la carena principal, cap al nord-est, fins a un turó de 2.544,6, on trenca cap al nord. Poc després arriba al cim de lo Covil, de 2.564,1, on torna a arrencar cap a l'est, fins que poc després arriba al Portarró de Sabollera, a 2.432,9 metres d'altitud. En aquest punt es troben els termes d'Alins, Farrera i Civís (les Valls de Valira).

#### Límit amb l'antic terme deCivís(ara,les Valls de Valira,Alt Urgell)
Del Portarró de Sabollera, el termenal, que en aquest tram és també comarcal, segueix cap a llevant, tot seguit cap al sud-est i altre cop cap a l'est, fins a arribar al Coll de Finestres, de 2.554 metres d'altitud. De seguida, sempre cap a llevant, assoleix el Pic de Salòria, de 2.788,8. En aquest cim el termenal trenca cap al nord-est, sempre seguint la carena més alta, i arriba al cim de Bassiets (2.762,9), a l'extrem meridional de la Serra de Bassiets. En aquest lloc, la línia de terme torç cap a llevant, amb una petita inflexió cap al sud al bell mig, i s'adreça a la Torre de Cabús (2.778,2). Gira cap al nord-nord-est, i en un tram curt puja fins al Pic de la Bassera (2.693), on es troben els termes municipals d'Alins, del Pallars Sobirà, Civís (ara, les Valls de Valira), de l'Alt Urgell, i la parròquia de la Maçana, d'Andorra. Tres termes municipals, tres comarques i dos estats diferents.

#### Límit amb la parròquia dela Massana(Andorra)
Del Pic de la Bassera, la línia de terme, i frontera estatal, segueix cap al nord-est; arriba a la Torre de Cabús, de 2.516,4 metres d'altitud, passa després pel Port de Cabús (2.302,6), sempre per la carena, més tard passa pel Port de l'Ovella (2.339,4), va fent un arc còncau cap al sud-est, puja al Cap de l'Ovella (2.541), després al Roc Rodó (2.512,7), passa pel Coll Petit (2.432,1), i s'enfila al Pic de Port Negre (2.569,8). En aquell lloc gira cap al nord, passa pel Port Negre de Pallars (2.491,7), i puja al Pic del Port Vell (2.652,9). En aquest cim el termenal torna a canviar de direcció. Ara cap al nord-oest, s'adreça al Port Vell (2.579,1), passa per l'extrem nord-est del Serrat de Coll de Cabana, gira cap al nord i poc després cap al nord-est, i arriba al Pic de Sanfonts (2.882,4). Seguint la carena al sud-est del Circ de Baiau, la línia de terme va seguint, tot i que de forma irregular, cap al nord-est, i passa successivament per l'Agulla de Baiau (2.860,5), la Portella de Baiau (2.766,8), el Port de Portella (2.757,1) i el Pic de Baiaua (2.885,8). Des d'aquest pic, cap al nord, el termenal passa per la Roca Entravessada, pel Coll dels Estanys Forcats (2.743,1) i poc després assoleix el punt, a 2.900 metres d'altitud, on es troben tres termes diferents, tres comarques diferents i tres estats diferents: el municipi català d'Alins, del Pallars Sobirà, la parròquia andorrana de la Maçana, i la comuna occitana d'Ausat, del parçan de Vic de Sòs.

#### Límit amb la comuna d'Ausat(Vic de Sòs,Occitània)
Des del triterme anterior, el termenal, encara frontera estatal, puja al Pic de Medacorba, de 2.905,3 metres d'altitud, i, en direcció nord-oest, passa pel Port de Medacorba (2.753), el Pic de Lavans (2.896), des d'on segueix cap al nord-nord-oest la Serra de Lavans. Al capdavall d'aquesta serra trenca cap al nord-nord-est, després cap al nord-oest, passa pel Port de Boet (2.511), continua cap al nord i al cap de poc torç cap al nord-oest, deixant a ponent la Solana del Port de Boet. Al cap d'una mica assoleix la Pica Roja (2.902,8), sempre cap al nord, una mica decantat cap al nord-oest, el límit passa pel Port Vell (2.574,1), després per la Punta de Romaset (2.846,1), ara cap al nord cap al Pòrt de la Gardelha (2.743,1), després tornat a girar cap al nord-oest cap al Port de Canalbona (2.799,5) i el Pic de Canalbona (2.965,3). Tot seguit, segueix cap al Collet Fals (2.915,2), el Port de Riufred (2.920,5), el Collet Franc (2.922,3), el Pic Rodó de Canalbona (3.00,3) i la Punta de Gabarró (3.114,6). Encara cap al nord-oest, de seguida assoleix la Pica d'Estats (3.143,5, el sostre de Catalunya), el Pic Verdaguer (3.129,4) i, girant cap a l'oest, el Port de Sotllo (2.874,2) i, finalment, el Pic de Sotllo (3.072,8), on ha començat aquesta descripció.

### Entitats de població
| Entitat de població | Habitants (2023) |
| Alins               | 74               |
| Àreu                | 74               |
| Araós               | 52               |
| Ainet de Besan      | 44               |
| Tor                 | 14               |
| Norís               | 9                |
| Besan               | 5                |
| Font: Idescat       |                  |

#### La vila d'Alins
La vila d'Alins té diverses esglésies i capelles: la parroquial de Sant Vicenç d'Alins, romànica, la capella de la Puríssima de Casa Coix, la de la Mare de Déu de Montserrat de Casa Coix, també romànica, la de Sant Ramon de Casa Ramonet, de la qual només se'n conserven restes, la de Sant Roc d'Alins, actualment convertida en magatzem, la de Sant Martí d'Alins, en ruïnes, la de Sant Quirze d'Alins, romànica, també enrunada, i la capella del cementiri, dedicada al Sant Crist.
Alins era dividit en dos nuclis propers: la vila a l'entorn de l'església parroquial, oberta, seu del mercat, i la Força, petita vila closa amb les cases formant muralla, com es desprèn d'una descripció del 1513, que conserva les construccions més antigues i notables del lloc.
Entre les cases d'Alins destaquen el Casal des Castellarnau, anomenat el Colomer i la Casa Bortom. La vila d'Alins té l'única escola de la vall, el CEIP d'Alins.

##### Les cases del poble[2]
| - L'Abadia - Casa Angol - Casa Bartomico - Casa Belino - Casa Berrol - Casa Bravo - Casa Cabirol - Casa Cagadillo - Casa Caqueli - Casa Cintet - Casa Cinto - Casa Cinto de Pereta - Casa Coix - Casa Comedes - Casa Cormulls | - Casa Cortiu - Casa Dijú - Casa Felip - Casa Felipet - Casa Fermín - Casa Ferrer - Casa Ferrer Dolent - Casa Gallart - Casa Garrafó - Casa Genxic - Casa Gidro - Casa Grauet - Casa Guillem - Casa Jaume - Casa Llaurenç | - Casa Lluís - Casa Magal - Casa Maria de Millat - Casa Mariano - Casa Marieta - Casa Marquet - Casa Millat - Casa Nela - Casa Nicomedes - Casa Nivella - Casa Notari - Casa Palau - Casa Paller - Casa Parratxi - Casa Pastora | - Casa Peirot - Casa Perdigot - Casa Peret - Casa Pereta - Casa Pèsol - Casa Porgueres - Casa Pubill - Casa Ramonet - Casa Rat - La Rectoria - Casa Roseta - Casa Sabater - Casa Sastre - Casa Segalàs - Casa Teixidor | - Casa Tencalla - Casa Tesà - Casa Teresa - Casa Tereseta - Casa Tesà - Casa Tiosa - Casa Tolosa - Casa Toríbio - Casa Vella - Casa Vicençó - Casa Viudo - Casa Xicot - Casa Xolís - Casa Xurret |

## Història

### Edat mitjana
Alins, i tot la Vall Ferrera, era inicialment del domini del comte de Pallars, que el 1113 cedí el seu domini, amb l'afegitó del lloc de Bonestarre, al vescomte de Vilamur. N'era exclòs el Castell de Tor, lligat des de temps antics al Vescomtat de Castellbò com a part de la línia defensiva d'Andorra, juntament amb Civís i Os de Civís, que eren dels senyors de Caboet. Guitard Isarn i els seus fills Ficapal i Tedball en són els primers dominadors documentats, feudataris del comte de Pallars. La infeudació del comte Ramon VI de Pallars Jussà a Ficapal data del 1076; després d'aquesta infeudació, Ficapal es posà del costat d'Artau I de Pallars Sobirà, però, aprofitant una absència seva, Sibil·la, muller seva, tornà, efímerament, a l'obediència del comte de Pallars Jussà.
Artau II de Pallars Sobirà infeudà la Vall Ferrera al vescomte Pere de Vilamur el 1113, però el 1120 Tedball, germà de Ficapal, cedí els seus alous a la Vall Ferrera al Bisbe d'Urgell, amb la condició que hi fos infeudat el seu fill Tedball. A partir d'aquell moment el litigi per la possessió d'Alins i de tota la Vall Ferrera agafà una complexitat encara més gran, amb la intervenció de l'església en el seu domini. La família Galliner n'obtingueren el domini, en nom del Bisbe d'Urgell, però el litigi amb els Vilamur continuà molt de temps, amb la intervenció, durant el segle xiii, del Comte de Foix, que era alhora vescomte de Castellbò i de Vilamur. No fou fins a l'any 1265 que s'arriba a una concòrdia entre Roger Bernat III de Foix i Bernat de Toralla, aleshores feudatari del Comte de Pallars, amb la qual s'acordava el condomini de la vall i el repartiment a parts iguals dels seus beneficis. Tanmateix, el fet que el de Toralla entrés a Alins obligant els seus habitants a retre-li homenatge enterboliren de bell nou el conflicte.
Arran de la guerra del Comte de Foix amb el rei de França, on el de Foix rebé el suport del Comte de Pallars Sobirà, Alins i la Vall Ferrera estigueren sota domini pallarès entre 1272 i 1278, però aquest darrer any el domini retornà al vescomte de Castellbò i comte de Foix, però, finalment, el 1280 intervingué el rei Pere el Gran, qui cedí el domini de la vall a Bernat de Toralla, conservant per al rei el mer imperi i la justícia criminal. El Comte de Foix, alhora, concedia privilegis a la Vall Ferrera, alhora que n'assegurava la protecció. Continuava, així, una pugna pel domini d'Alins i de la Vall Ferrera que ja feia uns 200 anys que durava. Una nova pau se signà el 1428, quan el comte Joan I de Foix i el bisbe d'Urgell pactaren que el bisbe o els seus llegats poguessin entrar i sortir amb mercaderies de la Vall Ferrera i que els malfactors fossin jutjats pel senyor jurisdiccional.
Tota la vall era regida per un batlle i quatre cònsols, que formaven el Consell de la Vall, d'una forma similar als governs locals existents a altres valls pirinenques, com la Vall d'Aran, la Vall de Boí, la Vall d'Àneu o les Valls d'Andorra. La vall era regida des de la Força d'Alins, castell enderrocat a principis del segle xvi.
En l'aspecte religiós, que tingué continuïtat al llarg de quasi tota l'edat moderna, la Vall Ferrera, i totes les seves parròquies, formava part del Deganat de Cardós, juntament amb la Vall de Cardós i la Coma de Burg.

### Edat moderna
A principis de l'Edat moderna es visqueren encara les seqüeles de la conflictiva situació jurisdiccional medieval. El 1513 els gascons del Comte de Foix envaïren la vall i aterraren les fortaleses d'Alins, Araós, Àreu i Tor. Pertany el 1519 una descripció de la vila escrita per Pere Tragó, que diu: la vila d'Alins té dues parts. Una és la vila de baix, al pla, prop la Noguera; és formada de cases sense muralla. L'altra és la fortalesa, la qual està dalt de tot d'un tossalet, situada sobre la roca. Era fortalesa molt bona, i les cases d'aquella muralla, que fou desportalada i la torre i la muralla tirades a terra per manament del Duc de Cardona, qui vingué a assaltar la fortalesa i la recobrà de poder dels gascons.
En el fogatge del 1553, Alins declara 14 focs laics, 2 de capellans i 12 de laics.
A Alins hi havia hagut dues fargues, propietat totes dues de la família Castellarnau, que van estar en funcionament fins a darreries del segle xix; abandonades, un dels malls, de més de 500 quilos de pes, fou recuperat pels Castellarnau quan estava a punt de ser venut a un ferroveller, vers el 1920, i encara és avui dia a la façana de la Casa de la Vila d'Alins.

### Edat contemporània
Alins té un article en el Diccionario geográfico... de Pascual Madoz. Hi diu que és una vila amb ajuntament situada a l'esquerra de la Noguera Pallaresa (sic), en un petit pla envoltat d'altes muntanyes (els Pirineus), on el combaten principalment els vents del nord. El clima hi és generalment sa, tot i que pel fet de ser frígid, és propens a desenvolupar-hi febres i pulmonies. En aquell moment la vila tenia 31 cases de construcció mitjana, inclosa la Casa de la vila un hostal i l'escola de primeres lletres, pertanyent a una fundació particular, a la qual assisteixen entre 45 i 50 nens de la vila i dels pobles dels entorns. Hi ha l'església parroquial de Sant Vicenç, màrtir, amb rector proveït, segons els mesos, pel rei o el bisbe, i 6 beneficiats amb títols de família. Hi ha també la capella de Sant Quirze. Descriu el terme com a més muntanyós que no pas pla; la part muntanyosa estava bastant despoblada, però té pastures. La part plana conté uns 200 jornals de terra de conreu de qualitat mitjana i algunes pastures. Creuava el poble el camí ral que duu a França pel pas d'Àreu i a Andorra pel de Tor. S'hi produïa blat, ordi, sègol, patates, llegums i hortalisses. S'hi criaven vaques, ovelles, mules, cavalls i cabres, i la cacera era de perdius, llebres i conills; s'hi pescaven truites. Hi havia dues fargues que es proveïen del mineral de ferro produït a Ainet de Besan, i produïa un ferro d'excel·lent qualitat, cosa que generava comerç cap a la resta del país i cap a França. Formaven la població 31 veïns (caps de casa) i 185 ànimes (habitants).
En el cens del 1857 Alins, sense Ainet de Besan, Araós, Àreu, Norís ni Tor, apareix amb 332 habitants i 82 cèdules personals inscrites.

#### L'Ajuntament

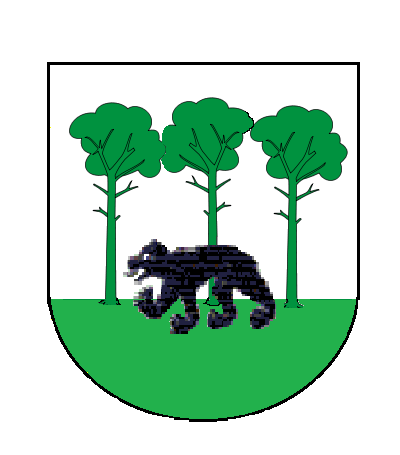
Escut municipal antic d'Alins

##### Alcaldes
- Jacint Casimiro (1898 - 1899)
- Jacint Cirici (1900)
- Sebastià Picart i Ticó (1979 - 1983)
- Victorià Jubany i Lladós (1983 - 1995)
- Sebastià Picart i Ticó (1995 - 2003)
- Josep Poch i Carmaniu (2003 - 2015)
- Josep Maria Lladós i Callis (2015 - 2019)
- Manel Pérez i Cantalosella (2019 - actualitat)

##### Regidors
Des del 1979, Alins ha tingut els regidors següents: Fèlix Bixaconill Caselles, Feliu Bixaconill Saboya, Gerard Bixaconill Saboya, Vicente Borniquel Saboya, Joan Bringué Fonté, Josep Cases Calvet, Joan Josep Casimiro Iglesias, Jorgina Casimiro Sinfreu, Llorenç de Castellarnau Casimiro, Rosalia de Castellarnau Castella, Eduard de Castellarnau Garcés, Ignasi Sebastià de Castellarnau Garcés, Rafael Escolà Saboya, Sebastià Feliu Gabarra, Francesc Feliu Micas, Lluís Ferrer Coronas, Montserrat Jubany Casimiro, Victorià Jubany Lladós, Josep Maria Lladós Callís, Jordi Bonaventura Lladós Montaña, Josep Llesuy Tomàs, Francesc Maranges Saboya, Joan Marco Vidal, Maria Josep Martín Mora, Ermengol Micas Gabarra, Isidre Micas Millat, Josep Pallé Ripoll, Gabriel Palou Tomas, Manel Pérez Cantalosella, Sebastià Picart Ticó, Miquel Ramon Pocallet Manuel, Josep Poch Carmaniu, Jordi Riba Seglàs, Antoni Saboya Lladós, Ignasi Sinfreu Blasi, Ignasi Sinfreu Canturri, Josep Solanelles Jausàs i Gemma Torra Vilajosana.

##### Legislatura2019-2023
| Candidatura | Candidatura | Cap de llista               | Vots | Regidors | % vots |
| ----------- | ----------- | --------------------------- | ---- | -------- | ------ |
|             | Endavant!   | Manel Pérez i Cantalosella  | 80   | 3        | 39,02  |
|             | JUNTS       | Josep Maria Lladós i Callis | 69   | 3        | 33,66  |
|             | ERC         | Ignasi Sinfreu i Blasi      | 44   | 1        | 21,46  |
|             | PSC         | Josep Cases i Calvet        | 10   | 0        | 4,88   |
| Total       | Total       | 231                         | 231  | 7        |        |

- Manel Pérez i Cantalosella (EV), Alcalde
- Lluís Ferrer i Coronas (EV), Regidor
- Feliu Bixaconill i Saboya (EV), Regidor
- Montserrat Jubany i Casimiro (JUNTS), Regidora
- Miquel Ramon Pocallet i Manuel (JUNTS), Regidor
- Jorgina Casimiro i Sinfreu (JUNTS), Regidora
- Ignasi Sinfreu i Blasi (ERC), Regidor

Cal comptar, a més, amb l'existència actual de tres EMD (Entitat Municipal Descentralitzada): Ainet de Besan (amb Manel Pérez i Cantalosella de President), Araós (amb Josep Maria Poch i Ticó) i Àreu (amb Iu Escolà i Viladrich), a més d'altres dues, suprimides des del 1958, al llarg del segle xx: la de Besan i la de Tor. Eren les antigues entidades locales menors o pedanies.

### Demografia
| 1497 f | 1515 f | 1553 f | 1717 | 1787 | 1857  | 1877  | 1887 | 1900 | 1910 |
| ------ | ------ | ------ | ---- | ---- | ----- | ----- | ---- | ---- | ---- |
| 19     | 54     | 52     | 580  | 923  | 1.250 | 1.000 | 844  | 826  | 803  |

| 1920 | 1930 | 1940 | 1950 | 1960 | 1970 | 1981 | 1990 | 1992 | 1994 |
| ---- | ---- | ---- | ---- | ---- | ---- | ---- | ---- | ---- | ---- |
| 797  | 741  | 719  | 635  | 567  | 355  | 313  | 299  | 301  | 301  |

| 1996 | 1998 | 2000 | 2002 | 2004 | 2006 | 2008 | 2010 | 2012 | 2014 |
| ---- | ---- | ---- | ---- | ---- | ---- | ---- | ---- | ---- | ---- |
| 287  | 288  | 272  | 272  | 256  | 251  | 265  | 313  | 306  | 286  |

| 2016 | 2018 | 2020 | 2022 | 2024 | 2026 | 2028 | 2030 | 2032 | 2034 |
| ---- | ---- | ---- | ---- | ---- | ---- | ---- | ---- | ---- | ---- |
| 287  | 290  | 272  | 285  | 275  | -    | -    | -    | -    | -    |

En el cens del 1717 incorpora Besan; el 1857, la Quadra de Marquet i Araós; el 1927, Ainet de Besan, Àreu, Norís i Tor.

## Economia
L'activitat econòmica tradicional de la vall es basava en una font, l'explotació de la natura, a través de díversos camins: l'explotació del bosc, abundant a tot el terme (quasi 9.500 hectàrees), el de les pastures per a bestiar boví i oví (arribaren a més de 7.000 caps de bestiar), i el de la indústria del ferro, que arribà a cinc fargues a la vall i una producció anual de 360 tones el 1874, amb feina per a 600 homes entre la producció a les fargues i l'obtenció de carbó, i la necessitat d'unes 700 cavalleries per al seu transport a tot Catalunya i Aragó. Les terres de conreu, en canvi, no passaven del 5% de l'extensió del terme.
Abandonada la producció de ferro i de carbó, en l'actualitat l'activitat econòmica de la vall se centra en l'explotació de la fusta i del bestiar, sobretot boví, amb increment de les granges per a bestiar estabulat de diverses menes. El turisme, des de la meitat del segle xx, ha anat adquirint cada cop més relleu, tant pel que fa al turisme familiar, com a l'excursionisme esportiu.

## Comunicacions
Alins de Vallferrera compta amb diverses carreteres i pistes en bon estat que la comuniquen amb els diversos llocs del terme i l'exterior:
- La L-510 (antiga C-371) és l'única via d'accés a Alins i al conjunt de la Vall Ferrera. La vila és damunt el quilòmetre 8,5 d'aquesta carretera, a través de la qual s'arriba cap al nord a Àreu en 5 quilòmetres (la carretera acaba a la Força d'Àreu, al costat nord d'Àreu. En direcció sud-oest, la carretera mena des d'Alins en 2,5 quilòmetres a Ainet de Besan, en 5,5 a Araós, i en 8,5 a la cruïlla, sota i al nord-oest de Tírvia, on enllaça amb la carretera L-504, a través de la qual es va, cap al nord, a la Vall de Cardós i cap al sud, a Llavorsí, des d'on es pot enllaçar amb la resta de la comarca.

- La Carretera de Tor surt d'Alins cap a llevant, per tal de pujar costes amunt per la vall de la Noguera de Tor cap als pobles de Norís i de Tor.

- La Carretera de la Vall Ferrera, que des de la Força d'Àreu continua cap al nord seguint per la dreta la riba de la Noguera de Vallferrera, fins que passa al seu costat esquerre, fins que arriba al Pla de Boet. Una mica abans d'arribar-hi, on hi ha el Refugi de Vallferrera, és d'on solen sortir les pujades a la Pica d'Estats.

- La Carretera de Ribaleres, que arrenca d'Alins cap al sud-est, fent nombrosos retombs pel fet que salva un gran desnivell. Puja fins al paratge de Ribaleres, des d'on continua cap a les Bordes d'Alins.

- La Carretera de Pal, darrer tram de la Carretera de Tor, en el moment de pujar al Port de Cabús i passar a Andorra.

- El Camí de les Bordes de Virós, que surt d'Araós cap al sud-est, per tal de menar a les Bordes de Virós i a l'Estació d'esquí de fons Virós - Vallferrera.

## Festivitats
- Diumenge de Pasqua - Festa Major
- 24 de juny - Festa Major d'estiu

## Llocs d'interès
- Històric:
  - Creu de terme d'Alins
  - Serradora i Molí Fariner d'Àreu[7]

- - Les 19 esglésies en part o totalment romàniques del terme:

| - Sant Julià d'Ainet de Besan - Sant Martí d'Alins - Sant Quirze d'Alins - Sant Vicenç d'Alins - Sant Esteve d'Araós | - Sant Francesc d'Araós - Sant Joan d'Àreu - Santa Maria de Besan - Sant Miquel de Besan - Santa Maria de Buiro | - Mare de Déu de Montserrat de Casa Coix - Sant Ramon de Casa Ramonet - Sant Feliu de la Força d'Àreu - Sant Pere de la Força (de Tor) - Sant Serni de Norís | - Sant Ambròs de Tor - Sant Pere de Tor - Santa Maria de la Torre - Sant Lliser de Virós |

- - Els castells o forces, o bé les seves restes, del terme:

| - La Força d'Alins - La Força d'Araós | - La Força d'Àreu - Castell de Tor | - Colomar de la Torre de les Bruixes, a Alins. |

- Paisatgístic:

Pràcticament tot el terme municipal d'Alins és d'alt interès, sobretot per als amants de la muntanya i de la natura. De tota manera, cal destacar-hi alguns indrets.
- - Circ de Baborte
  - Circ de Baiau
  - Pla de Boet
  - Vall principal de la Noguera de Vallferrera
  - Vall de la Noguera de Tor.

Entre els llocs d'interès pràctic per a la pràctica de l'excursionisme, cal destacar:
- - Cabana de Basello, a prop i al sud de l'Estany de Baborte, al sector nord del terme
  - Cabana de Boet, al nord del Pla de Boet, al sector nord-est del terme
  - Refugi del Cinquantenari, al Circ de Baborte, prop de l'extrem nord del terme
  - Refugi del Gall Fer, al Bosc de Virós, al sector sud-est del terme
  - Refugi Josep Maria Montfort, o de Baiau, al Circ de Baiau, a l'extrem nord-est del terme
  - Refugi de Vall Ferrera, a l'extrem nord-oest del Pla de Boet.